# Powiat de Milicz
Le powiat de Milicz (en polonais : powiat milicki) est un powiat appartenant à la voïvodie de Basse-Silésie dans le sud-ouest de la Pologne.

## Division administrative
Le powiat comprend 3 communes :
- Commune urbaine-rurale : Milicz
- Communes rurales : Cieszków, Krośnice